# Olga Vassiukova
Olga Vassiukova   (Budapest, 8 de maig de 1980) és una nedadora russa, especialitzada en natació sincronitzada, ja retirada, que va competir a finals de la dècada de 1990.
El 2000 va prendre part en els Jocs Olímpics d'Estiu de Sydney, on guanyà la medalla d'or en la competició per equips. En el seu palmarès també destaquen dues medalles d'or al Campionat d'Europa de natació sincronitzada. Posteriorment exercí de periodista.